# Sigel (Illinois)
Sigel – miasto w Stanach Zjednoczonych, w stanie Illinois, w hrabstwie Shelby.